# Nods (Doubs)
Nods és un municipi francès situat al departament del Doubs i a la regió de Borgonya - Franc Comtat. L'any 2007 tenia 524 habitants.

## Demografia

### Població
El 2007 la població de fet de Nods era de 524 persones. Hi havia 207 famílies de les quals 51 eren unipersonals (34 homes vivint sols i 17 dones vivint soles), 80 parelles sense fills, 63 parelles amb fills i 13 famílies monoparentals amb fills.
La població ha evolucionat segons el següent gràfic:
Habitants censats

### Habitatges
El 2007 hi havia 229 habitatges, 205 eren l'habitatge principal de la família, 13 eren segones residències i 11 estaven desocupats. 196 eren cases i 33 eren apartaments. Dels 205 habitatges principals, 162 estaven ocupats pels seus propietaris, 36 estaven llogats i ocupats pels llogaters i 7 estaven cedits a títol gratuït; 2 tenien una cambra, 5 en tenien dues, 21 en tenien tres, 58 en tenien quatre i 119 en tenien cinc o més. 174 habitatges disposaven pel capbaix d'una plaça de pàrquing. A 94 habitatges hi havia un automòbil i a 96 n'hi havia dos o més.

### Piràmide de població
La piràmide de població per edats i sexe el 2009 era:
| Homes | Edats   | Dones |
| ----- | ------- | ----- |
| 0     | 95 o +  | 0     |
| 0     | 90 a 94 | 4     |
| 4     | 85 a 89 | 0     |
| 4     | 80 a 84 | 8     |
| 16    | 75 a 79 | 16    |
| 12    | 70 a 74 | 12    |
| 16    | 65 a 69 | 8     |
| 8     | 60 a 64 | 12    |
| 8     | 55 a 59 | 12    |
| 12    | 50 a 54 | 4     |
| 0     | 45 a 49 | 4     |
| 12    | 40 a 44 | 12    |
| 0     | 35 a 39 | 24    |
| 28    | 30 a 34 | 8     |
| 20    | 25 a 29 | 24    |
| 0     | 20 a 24 | 12    |
| 12    | 15 a 19 | 20    |
| 12    | 10 a 14 | 12    |
| 4     | 5 a 9   | 12    |
| 16    | 0 a 4   | 4     |

## Economia
El 2007 la població en edat de treballar era de 312 persones, 234 eren actives i 78 eren inactives. De les 234 persones actives 224 estaven ocupades (116 homes i 108 dones) i 9 estaven aturades (4 homes i 5 dones). De les 78 persones inactives 25 estaven jubilades, 28 estaven estudiant i 25 estaven classificades com a «altres inactius».

### Ingressos
El 2009 a Nods hi havia 211 unitats fiscals que integraven 548 persones, la mediana anual d'ingressos fiscals per persona era de 16.779 €.

### Activitats econòmiques
Dels 19 establiments que hi havia el 2007, 2 eren d'empreses de fabricació d'altres productes industrials, 5 d'empreses de construcció, 5 d'empreses de comerç i reparació d'automòbils, 2 d'empreses de transport, 1 d'una empresa d'hostatgeria i restauració, 1 d'una empresa immobiliària, 1 d'una empresa de serveis i 2 d'entitats de l'administració pública.
Dels 5 establiments de servei als particulars que hi havia el 2009, 1 era una oficina de correu, 2 tallers de reparació d'automòbils i de material agrícola, 1 paleta i 1 restaurant.
L'any 2000 a Nods hi havia 11 explotacions agrícoles que ocupaven un total de 567 hectàrees.

## Equipaments sanitaris i escolars
L'únic equipament sanitari que hi havia el 2009 era una farmàcia.
El 2009 hi havia una escola elemental.

## Poblacions més properes
El següent diagrama mostra les poblacions més properes.